# Prichard (krater wenusjański)
Prichard – krater uderzeniowy na powierzchni Wenus o średnicy 23,3 km, położony na 44° szerokości północnej i 11° długości wschodniej. Zatwierdzony w 1985 roku.
Nazwany na cześć australijskiej pisarki Katharine Susannah Prichard (1883–1969).